# Pyrazolam
Pyrazolam ist eine chemische Verbindung aus der Gruppe der Benzodiazepine.
Pyrazolam weist strukturelle Ähnlichkeiten mit Alprazolam und Bromazepam auf. Es wird unverändert im Urin ausgeschieden.
Pyrazolam wurde erstmals 1970 von der Arbeitsgruppe um Leo Sternbach bei Hoffmann-La Roche synthetisiert. Seit 2012 wird Pyrazolam als Forschungschemikalie und Designerdroge verwendet.